# Đua thuyền ven biển tại Đại hội Thể thao Bãi biển châu Á 2016
Đua thuyền ven biển thi đấu tranh tài tại Đại hội Thể thao Bãi biển châu Á 2016 đã diễn ra ở Đà Nẵng, Việt Nam từ ngày 27 tháng 9 đến ngày 1 tháng 10 năm 2016 tại công viên Biển Đông, Đà Nẵng, Việt Nam.

## Danh sách huy chương

### Nam
| Nội dung   | Vàng | Bạc                                                                                              | Đồng                                                                             |
| ---------- | --- | ------------------------------------------------------------------------------------------------ | -------------------------------------------------------------------------------- |
| Thuyền đơn | Nuttapong Sangpromcharee · Thái Lan                                                                                  | Law Hiu Fung · Hồng Kông                                                                         | Đặng Minh Huy · Việt Nam                                                         |
| Thuyền đôi | Trung Quốc · Zang Ha · Li Laifu                                                                                      | Hồng Kông · Chiu Hin Chun · Tang Chiu Mang                                                       | Thái Lan · Sitthakarn Paisanwan · Somporn Mueangkhot                             |
| Thuyền bốn | Thái Lan · Sakon Somwang · Sornram Sinlapasorn · Tachanattanya Sarakun · Porntawat Inlee · Natawas Chaovakijworachid | Việt Nam · Nguyễn Hữu Hoàng · Trần Ngọc Đức · Trần Đặng Dung · Phạm Minh Chinh · Trần Quang Tùng | Trung Quốc · Zhou Jiaqi · Bao Yongzhi · Chen Xianheng · Chen Xianfeng · Chen Rui |

### Nữ
| Nội dung   | Vàng                                                                    | Bạc | Đồng                                                                                                 |
| ---------- | ----------------------------------------------------------------------- | --- | --- |
| Thuyền đơn | Corputty Chelsea · Indonesia                                            | Tippaporn Pitukpaothai · Thái Lan                                                                              | Hồ Thị Lý · Việt Nam                                                                                 |
| Thuyền đôi | Thái Lan · Matinee Raruen · Sawittree Laksoongnoen                      | Hồng Kông · Lee Ka Man · Lee Yuen Yin                                                                          | Indonesia · Rokayah Yayah · Lisdiana Syiva                                                           |
| Thuyền bốn | Trung Quốc · Wang Liang · Zhang Jie · Zhang Jiejie · Wu Ying · Yang Min | Indonesia · Yuniarty Yuniarty · Hevina Endang Sri · Wahyuni Wahyuni · Lisdiana Syiva · Rahmanjani Wa Ode Fitri | Việt Nam · Nguyễn Lâm Kiều Diễm · Nguyễn Thị Thanh Nhân · Lương Thị Yến · Trần Thị An · Trần Thị Sâm |

## Bảng huy chương
| 1         | Thái Lan   | 3 | 1 | 1 | 5  |
| 2         | Trung Quốc | 2 | 0 | 1 | 3  |
| 3         | Indonesia  | 1 | 1 | 1 | 3  |
| 4         | Hồng Kông  | 0 | 3 | 0 | 3  |
| 5         | Việt Nam   | 0 | 1 | 3 | 4  |
| Tổng cộng | Tổng cộng  | 6 | 6 | 6 | 18 |

## Nội dung

### Nam

#### Thuyền đơn
| Hạng | VĐV                            | Thời gian |
| ---- | ------------------------------ | --------- |
| 1    | Nuttapong Sangpromcharee (THA) | 3:00.05   |
| 2    | Law Hiu Fung (HKG)             | 3:04.49   |
| 3    | Đặng Minh Huy (VIE)            | 3:07.40   |
| 4    | Edgar Ilas (PHI)               | 3:19.71   |
| 5    | Chi Xinxin (CHN)               | 3:22.14   |
| 6    | Muhad Yakin (INA)              | 3:22.91   |
| 7    | Justin Ong (SGP)               | 3:42.46   |
| 8    | Zuraaru Salaah (MDV)           | 3:43.73   |
| 9    | Hamad Al-Matrooshi (UAE)       | 4:23.64   |

| Hạng | VĐV                      | Thời gian |
| ---- | ------------------------ | --------- |
| 1    | Hamad Al-Matrooshi (UAE) | 3:21.25   |
| 2    | Zuraaru Salaah (MDV)     | 3:48.00   |

| Hạng     | VĐV                            | Thời gian |
| Tứ kết 1 | Tứ kết 1                       | Tứ kết 1  |
| -------- | ------------------------------ | --------- |
| 1        | Nuttapong Sangpromcharee (THA) | 2:55.74   |
| 2        | Hamad Al-Matrooshi (UAE)       | 3:09.05   |
| Tứ kết 2 |                                |           |
| 1        | Muhad Yakin (INA)              | 3:09.01   |
| 2        | Edgar Ilas (PHI)               | 3:09.24   |
| Tứ kết 3 |                                |           |
| 1        | Law Hiu Fung (HKG)             | 2:59.10   |
| 2        | Justin Ong (SGP)               | 3:37.58   |
| Tứ kết 4 |                                |           |
| 1        | Đặng Minh Huy (VIE)            | 3:03.56   |
| 2        | Chi Xinxin (CHN)               | 3:16.81   |

| Hạng       | VĐV                            | Thời gian  |
| Bán kết A1 | Bán kết A1                     | Bán kết A1 |
| ---------- | ------------------------------ | ---------- |
| 1          | Nuttapong Sangpromcharee (THA) | 2:54.21    |
| 2          | Muhad Yakin (INA)              | 3:09.92    |
| Bán kết B1 |                                |            |
| 1          | Law Hiu Fung (HKG)             | 3:02.26    |
| 2          | Đặng Minh Huy (VIE)            | 3:06.10    |
| Bán kết A2 |                                |            |
| 1          | Edgar Ilas (PHI)               | 3:08.30    |
| 2          | Hamad Al-Matrooshi (UAE)       | 3:18.94    |
| Bán kết B2 |                                |            |
| 1          | Chi Xinxin (CHN)               | 3:25.40    |
| 2          | Justin Ong (SGP)               | 3:35.40    |

##### Chung kết
28 tháng 9
| Hạng        | VĐV                            | Thời gian   |
| Chung kết 1 | Chung kết 1                    | Chung kết 1 |
| ----------- | ------------------------------ | ----------- |
| 1           | Nuttapong Sangpromcharee (THA) | 2:57.93     |
| 2           | Law Hiu Fung (HKG)             | 2:58.32     |
| Chung kết 2 |                                |             |
| 3           | Đặng Minh Huy (VIE)            | 3:08.60     |
| 4           | Muhad Yakin (INA)              | 3:24.25     |
| Chung kết 3 |                                |             |
| 5           | Edgar Ilas (PHI)               | 3:02.80     |
| 6           | Chi Xinxin (CHN)               | 3:11.93     |
| Chung kết 4 |                                |             |
| 7           | Justin Ong (SGP)               | 4:00.84     |
| 8           | Hamad Al-Matrooshi (UAE)       | 4:19.59     |

#### Thuyền đôi
| Hạng | VĐV                                                         | Thời gian |
| ---- | ----------------------------------------------------------- | --------- |
| 1    | Thái Lan (THA) · Sitthakarn Paisanwan · Somporn Mueangkhot  | 2:44.77   |
| 2    | Trung Quốc (CHN) · Zang Ha · Li Laifu                       | 2:49.46   |
| 3    | Việt Nam (VIE) · Nguyễn Văn Tuấn · Nguyễn Văn Đức           | 2:49.86   |
| 4    | Hồng Kông (HKG) · Chiu Hin Chun · Tang Chiu Mang            | 2:54.01   |
| 5    | Philippines (PHI) · Benjamin Tolentino · Nestor Cordova     | 3:01.97   |
| 6    | Indonesia (INA) · Ardi Isadi · Tanzil Hadid                 | 3:06.51   |
| 7    | UAE (UAE) · Khamis Al-Shamsi · Ahmad Al-Hammadi             | 3:15.87   |
| 8    | Singapore (SGP) · Budiman Osman · Ahmad Faizal              | 3:21.21   |
| 9    | Maldives (MDV) · Hussein Mauroof · Abdul Baais Abdul Zubair | 3:52.82   |

| Hạng | VĐV                                                | Thời gian |
| ---- | -------------------------------------------------- | --------- |
| 1    | Singapore (SGP) · Budiman Osman · Ahmad Faizal     | 3:27.94   |
| 2    | Maldives (MDV) · Hussein Mauroof · Abdulla Shameem | 3:35.13   |

| Hạng     | VĐV                                                        | Thời gian |
| Tứ kết 1 | Tứ kết 1                                                   | Tứ kết 1  |
| -------- | ---------------------------------------------------------- | --------- |
| 1        | Thái Lan (THA) · Sitthakarn Paisanwan · Somporn Mueangkhot | 2:43.46   |
| 2        | Singapore (SGP) · Budiman Osman · Ahmad Faizal             | 3:18.49   |
| Tứ kết 2 |                                                            |           |
| 1        | Hồng Kông (HKG) · Chiu Hin Chun · Tang Chiu Mang           | 2:41.84   |
| 2        | Indonesia (INA) · Ardi Isadi · Tanzil Hadid                | 2:50.73   |
| Tứ kết 3 |                                                            |           |
| 1        | Trung Quốc (CHN) · Zang Ha · Li Laifu                      | 2:43.75   |
| 2        | UAE (UAE) · Khamis Al-Shamsi · Ahmad Al-Hammadi            | 2:57.68   |
| Tứ kết 4 |                                                            |           |
| 1        | Việt Nam (VIE) · Nguyễn Văn Tuấn · Nguyễn Văn Đức          | 2:36.02   |
| 2        | Philippines (PHI) · Benjamin Tolentino · Nestor Cordova    | 2:55.51   |

| Hạng       | VĐV                                                        | Thời gian  |
| Bán kết A1 | Bán kết A1                                                 | Bán kết A1 |
| ---------- | ---------------------------------------------------------- | ---------- |
| 1          | Hồng Kông (HKG) · Chiu Hin Chun · Tang Chiu Mang           | 2:39.87    |
| 2          | Thái Lan (THA) · Sitthakarn Paisanwan · Somporn Mueangkhot | 2:40.94    |
| Bán kết B1 |                                                            |            |
| 1          | Trung Quốc (CHN) · Zang Ha · Li Laifu                      | 2:39.23    |
| 2          | Việt Nam (VIE) · Nguyễn Văn Tuấn · Nguyễn Văn Đức          | 2:39.51    |
| Bán kết A2 |                                                            |            |
| 1          | Indonesia (INA) · Ardi Isadi · Tanzil Hadid                | 2:58.41    |
| 2          | Singapore (SGP) · Budiman Osman · Ahmad Faizal             | 3:24.05    |
| Bán kết B2 |                                                            |            |
| 1          | UAE (UAE) · Khamis Al-Shamsi · Ahmad Al-Hammadi            | 2:59.52    |
| 2          | Philippines (PHI) · Benjamin Tolentino · Nestor Cordova    | 3:00.79    |

##### Chung kết
29 tháng 9
| Hạng        | VĐV                                                        | Thời gian   |
| Chung kết 1 | Chung kết 1                                                | Chung kết 1 |
| ----------- | ---------------------------------------------------------- | ----------- |
| 1           | Trung Quốc (CHN) · Zang Ha · Li Laifu                      | 2:45.39     |
| 2           | Hồng Kông (HKG) · Chiu Hin Chun · Tang Chiu Mang           | 2:56.08     |
| Chung kết 2 |                                                            |             |
| 3           | Thái Lan (THA) · Sitthakarn Paisanwan · Somporn Mueangkhot | 2:51.08     |
| 4           | Việt Nam (VIE) · Nguyễn Văn Tuấn · Nguyễn Văn Đức          | 3:16.67     |
| Chung kết 3 |                                                            |             |
| 5           | Indonesia (INA) · Ardi Isadi · Tanzil Hadid                | 2:47.96     |
| 6           | UAE (UAE) · Khamis Al-Shamsi · Ahmad Al-Hammadi            | 3:23.03     |
| Chung kết 4 |                                                            |             |
| 7           | Philippines (PHI) · Benjamin Tolentino · Nestor Cordova    | 3:12.63     |
| 8           | Singapore (SGP) · Budiman Osman · Ahmad Faizal             | 3:20.38     |

#### Thuyền bốn
1 tháng 10
| Hạng | VĐV              | Thời gian |
| ---- | ---------------- | --------- |
| 1    | Thái Lan (THA)   | 2:29.92   |
| 2    | Việt Nam (VIE)   | 2:31.27   |
| 3    | Trung Quốc (CHN) | 2:33.41   |
| 4    | Indonesia (INA)  | 2:35.27   |
| 5    | Hồng Kông (HKG)  | 2:39.89   |
| 6    | UAE (UAE)        | 2:49.83   |

| Hạng     | VĐV              | Thời gian |
| Tứ kết 1 | Tứ kết 1         | Tứ kết 1  |
| -------- | ---------------- | --------- |
| 1        | Indonesia (INA)  | 2:35.59   |
| 2        | UAE (UAE)        | 2:47.01   |
| Tứ kết 2 |                  |           |
| 1        | Trung Quốc (CHN) | 2:35.61   |
| 2        | Hồng Kông (HKG)  | 2:36.04   |

| Hạng       | VĐV              | Thời gian  |
| Bán kết A1 | Bán kết A1       | Bán kết A1 |
| ---------- | ---------------- | ---------- |
| 1          | Thái Lan (THA)   | 2:31.76    |
| 2          | Indonesia (INA)  | 2:37.01    |
| Bán kết B1 |                  |            |
| 1          | Việt Nam (VIE)   | 2:33.31    |
| 2          | Trung Quốc (CHN) | 2:39.24    |

| Hạng        | VĐV              | Thời gian   |
| Chung kết 1 | Chung kết 1      | Chung kết 1 |
| ----------- | ---------------- | ----------- |
| 1           | Thái Lan (THA)   | 2:33.70     |
| 2           | Việt Nam (VIE)   | 2:39.83     |
| Chung kết 2 |                  |             |
| 3           | Trung Quốc (CHN) | 2:37.06     |
| 4           | Indonesia (INA)  | 2:39.48     |
| Chung kết 3 |                  |             |
| 5           | Hồng Kông (HKG)  | 2:42.01     |
| 6           | UAE (UAE)        | 2:54.79     |

### Nữ

#### Thuyền đơn
| Hạng | VĐV                          | Thời gian |
| ---- | ---------------------------- | --------- |
| 1    | Hồ Thị Lý (VIE)              | 3:19.62   |
| 2    | Tippaporn Pitukpaothai (THA) | 3:22.36   |
| 3    | Zhou Yue (CHN)               | 3:23.84   |
| 4    | Chelsea Corputty (INA)       | 3:28.27   |
| 5    | Leung Hiu Sum (HKG)          | 3:35.91   |
| 6    | Joan Poh (SGP)               | 4:04.23   |
| 7    | Athfa Moosa Jamal (MDV)      | 4:09.16   |
| 8    | Maha Al-Blooshi (UAE)        | 4:42.45   |

| Hạng     | VĐV                          | Thời gian |
| Tứ kết 1 | Tứ kết 1                     | Tứ kết 1  |
| -------- | ---------------------------- | --------- |
| 1        | Hồ Thị Lý (VIE)              | 4:18.34   |
| 2        | Maha Al-Blooshi (UAE)        | 5:51.69   |
| Tứ kết 2 |                              |           |
| 1        | Chelsea Corputty (INA)       | 3:55.93   |
| 2        | Joan Poh (SGP)               | 4:58.63   |
| Tứ kết 3 |                              |           |
| 1        | Tippaporn Pitukpaothai (THA) | 4:01.80   |
| 2        | Athfa Moosa Jamal (MDV)      | 6:21.61   |
| Tứ kết 4 |                              |           |
| 1        | Zhou Yue (CHN)               | 3:54.87   |
| 2        | Leung Hiu Sum (HKG)          | 4:04.48   |

| Hạng       | VĐV                          | Thời gian  |
| Bán kết A1 | Bán kết A1                   | Bán kết A1 |
| ---------- | ---------------------------- | ---------- |
| 1          | Chelsea Corputty (INA)       | 3:44.80    |
| 2          | Hồ Thị Lý (VIE)              | 3:54.72    |
| Bán kết B1 |                              |            |
| 1          | Tippaporn Pitukpaothai (THA) | 3:51.96    |
| 2          | Zhou Yue (CHN)               | 4:02.74    |
| Bán kết A2 |                              |            |
| 1          | Joan Poh (SGP)               | 4:47.20    |
| 2          | Maha Al-Blooshi (UAE)        | 5:43.92    |
| Bán kết B2 |                              |            |
| 1          | Leung Hiu Sum (HKG)          | 4:17.69    |
| 2          | Athfa Moosa Jamal (MDV)      | 5:42.84    |

| Hạng        | VĐV                          | Thời gian   |
| Chung kết 1 | Chung kết 1                  | Chung kết 1 |
| ----------- | ---------------------------- | ----------- |
| 1           | Chelsea Corputty (INA)       | 3:40.09     |
| 2           | Tippaporn Pitukpaothai (THA) | 3:53.60     |
| Chung kết 2 |                              |             |
| 3           | Hồ Thị Lý (VIE)              | 3:40.31     |
| 4           | Zhou Yue (CHN)               | 4:14.53     |
| Chung kết 3 |                              |             |
| 5           | Leung Hiu Sum (HKG)          | 4:03.30     |
| 6           | Joan Poh (SGP)               | 4:34.15     |
| Chung kết 4 |                              |             |
| 7           | Athfa Moosa Jamal (MDV)      | 5:59.30     |
| 8           | Maha Al-Blooshi (UAE)        | 7:04.82     |

#### Thuyền đôi
| Hạng | VĐV                                                        | Thời gian |
| ---- | ---------------------------------------------------------- | --------- |
| 1    | Hồng Kông (HKG) · Lee Ka Man · Lee Yuen Yin                | 3:05.18   |
| 2    | Thái Lan (THA) · Matinee Raruen · Sawittree Laksoongnoen   | 3:08.17   |
| 3    | Indonesia (INA) · Yayah Rokayah · Syiva Lisdiana           | 3:11.96   |
| 4    | Việt Nam (VIE) · Phạm Thị Nhi · Nguyễn Thị Thu Hà          | 3:25.74   |
| 5    | Trung Quốc (CHN) · Liu Ruiqi · Yang Min                    | 3:44.29   |
| 6    | Maldives (MDV) · Fathimath Afaa Ali · Shaafia Mohamed Didi | 4:13.39   |

| Hạng     | VĐV                                                        | Thời gian |
| Tứ kết 1 | Tứ kết 1                                                   | Tứ kết 1  |
| -------- | ---------------------------------------------------------- | --------- |
| 1        | Việt Nam (VIE) · Phạm Thị Nhi · Nguyễn Thị Thu Hà          | 3:20.08   |
| 2        | Maldives (MDV) · Fathimath Afaa Ali · Shaafia Mohamed Didi | 4:30.85   |
| Tứ kết 2 |                                                            |           |
| 1        | Indonesia (INA) · Yayah Rokayah · Syiva Lisdiana           | 3:06.55   |
| 2        | Trung Quốc (CHN) · Liu Ruiqi · Yang Min                    | 3:11.78   |

| Hạng       | VĐV                                                      | Thời gian  |
| Bán kết A1 | Bán kết A1                                               | Bán kết A1 |
| ---------- | -------------------------------------------------------- | ---------- |
| 1          | Hồng Kông (HKG) · Lee Ka Man · Lee Yuen Yin              | 3:15.71    |
| 2          | Việt Nam (VIE) · Phạm Thị Nhi · Nguyễn Thị Thu Hà        | 3:19.06    |
| Bán kết B1 |                                                          |            |
| 1          | Thái Lan (THA) · Matinee Raruen · Sawittree Laksoongnoen | 3:07.55    |
| 2          | Indonesia (INA) · Yayah Rokayah · Syiva Lisdiana         | 3:16.62    |

| Hạng        | VĐV                                                        | Thời gian   |
| Chung kết 1 | Chung kết 1                                                | Chung kết 1 |
| ----------- | ---------------------------------------------------------- | ----------- |
| 1           | Thái Lan (THA) · Matinee Raruen · Sawittree Laksoongnoen   | 3:14.33     |
| 2           | Hồng Kông (HKG) · Lee Ka Man · Lee Yuen Yin                | 3:38.14     |
| Chung kết 2 |                                                            |             |
| 3           | Indonesia (INA) · Yayah Rokayah · Syiva Lisdiana           | 3:21.02     |
| 4           | Việt Nam (VIE) · Phạm Thị Nhi · Nguyễn Thị Thu Hà          | 3:29.67     |
| Chung kết 3 |                                                            |             |
| 5           | Trung Quốc (CHN) · Liu Ruiqi · Yang Min                    | 3:17.26     |
| 6           | Maldives (MDV) · Fathimath Afaa Ali · Shaafia Mohamed Didi | 6:04.46     |

#### Thuyền bốn
1 tháng 10
| Hạng | VĐV              | Thời gian |
| ---- | ---------------- | --------- |
| 1    | Trung Quốc (CHN) | 2:47.55   |
| 2    | Việt Nam (VIE)   | 2:52.40   |
| 3    | Indonesia (INA)  | 2:54.58   |
| 4    | Hồng Kông (HKG)  | 3:06.47   |
| 5    | Thái Lan (THA)   | 3:07.54   |

| Hạng | VĐV             | Thời gian |
| ---- | --------------- | --------- |
| 1    | Hồng Kông (HKG) | 3:03.26   |
| 2    | Thái Lan (THA)  | 3:05.20   |

| Hạng       | VĐV              | Thời gian  |
| Bán kết A1 | Bán kết A1       | Bán kết A1 |
| ---------- | ---------------- | ---------- |
| 1          | Trung Quốc (CHN) | 2:47.63    |
| 2          | Hồng Kông (HKG)  | 3:05.65    |
| Bán kết B1 |                  |            |
| 1          | Indonesia (INA)  | 3:01.66    |
| 2          | Việt Nam (VIE)   | 4:01.55    |

| Hạng        | VĐV              | Thời gian   |
| Chung kết 1 | Chung kết 1      | Chung kết 1 |
| ----------- | ---------------- | ----------- |
| 1           | Trung Quốc (CHN) | 2:56.49     |
| 2           | Indonesia (INA)  | 3:09.56     |
| Chung kết 2 |                  |             |
| 3           | Việt Nam (VIE)   | 2:56.32     |
| 4           | Hồng Kông (HKG)  | 3:16.24     |